# Very low frequency
| Radiospectrum   | Radiospectrum   |
| --------------- | --------------- |
|                 | 3 Hz 100.000 km |
| ELF             |                 |
| 30 Hz 10.000 km |                 |
| SLF             |                 |
| 300 Hz 1.000 km |                 |
| ULF             |                 |
| 3 kHz 100 km    |                 |
| VLF             |                 |
| 30 kHz 10 km    |                 |
| LF (LW)         |                 |
| 300 kHz 1 km    |                 |
| MF (MW)         |                 |
| 3 MHz 100 m     |                 |
| HF (SW)         |                 |
| 30 MHz 10 m     |                 |
| VHF             |                 |
| 300 MHz 1 m     |                 |
| UHF             |                 |
| 3 GHz 100 mm    |                 |
| SHF             |                 |
| 30 GHz 10 mm    |                 |
| EHF             |                 |
| 300 GHz 1 mm    |                 |
|                 |                 |

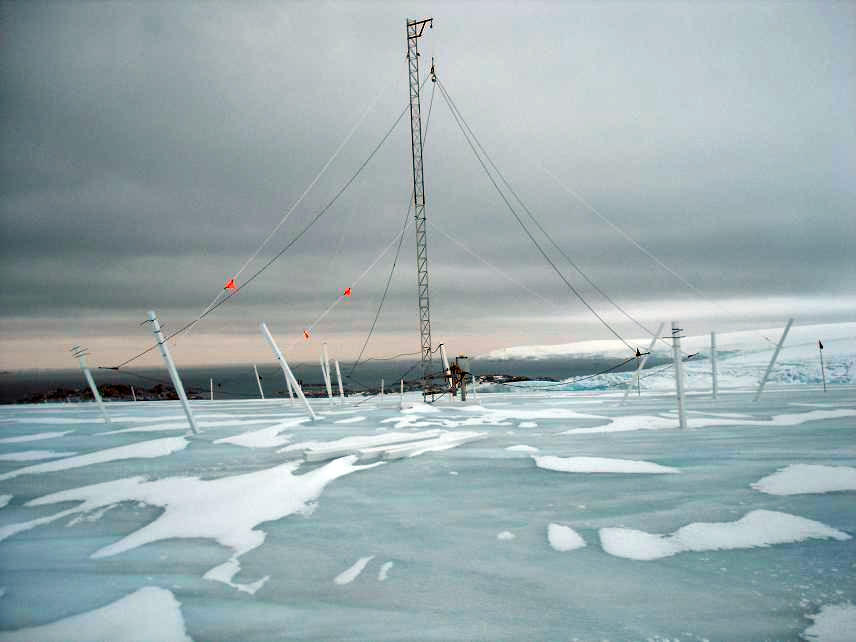
Een VLF antenne op Antarctica

Met very low frequency of VLF worden frequenties in het radiospectrum aangeduid tussen 3 en 30 kHz. De radiogolven hebben een golflengte tussen 10 en 100 kilometer. Aangezien er vergeleken met de hogere frequenties weinig bandbreedte is in deze band, worden enkel de allereenvoudigste signalen gebruikt, zoals Morsecode en signalen voor radionavigatie, maar geen spraak.

## Propagatie
VLF-golven planten zich hoofdzakelijk voort als grondgolf, die het aardoppervlak volgt. Door de lange golflengte treedt zeer weinig demping op door het aardoppervlak en het is niet uitzonderlijk dat VLF-signalen meerdere keren de wereld rond reizen. VLF-pulsen die worden uitgezonden door bliksemontladingen kunnen daarom waar ook ter wereld gedetecteerd worden, en worden soms meerdere keren tegelijk ontvangen: de eerste puls arriveert rechtstreeks, de volgende pulsen worden iets later ontvangen na één of meer keer om de Aarde gereisd te zijn. Van ruimtegolfpropagatie is nauwelijks sprake omdat de golflengte bijna even groot is als de afstand tussen de aarde en de ionosfeer.
VLF-golven zijn door hun lange golflengte ook in staat om in veel dichtere materialen door te dringen. Ze dringen enkele meters in de aardbodem en kunnen ook ongeveer 10 tot 40 meter doordringen in water. Om die reden worden ze gebruikt om te communiceren met onderzeeboten vlak bij het oppervlak. De nog langer-golvige ULF en ELF-frequenties wordt gebruikt voor dieper gedoken boten.